# Поттымско-Ингинское нефтяное месторождение
Поттымско-Ингинское — нефтяное месторождение в России. Расположено в Ханты-Мансийском автономном округе. Открыто в 1975 году. Входит в состав Красноленинскую группу.
Нефтеносность связана с отложениями юрского возраста. Начальные запасы нефти составляют 40 млн тонн.
Месторождение относится к Западно-Сибирской провинции.
Оператором месторождение является российская нефтяная компания ОАО «Транс-ойл».